# Teișani
Teișani là một xã thuộc hạt Prahova, România. Dân số thời điểm năm 2002 là 4066 người.